# Enrichetta Maria di Borbone-Francia
(James Howell)
Enrichetta Maria di Borbone (Parigi, 25 novembre 1609 – Colombes, 10 settembre 1669), ultima figlia di Enrico IV di Francia e di Maria de' Medici, fu regina consorte d'Inghilterra, Scozia e Irlanda come moglie del re Carlo I Stuart. Fu madre di due re, Carlo II Stuart e Giacomo II Stuart, e nonna di altre due regine e un re, Maria II Stuart, Guglielmo III d'Orange e Anna Stuart e zia paterna di Luigi XIV.
La sua fede cattolica la rese impopolare in Inghilterra e le impedì di essere incoronata ufficialmente secondo il rito protestante. Quando si profilò all'orizzonte la guerra civile, la regina iniziò ad interessarsi di politica ma fu costretta a rifugiarsi in Francia nel 1644 al culmine della Prima guerra civile inglese. Suo marito fu decapitato nel 1649 lasciandola in una precaria situazione finanziaria. Dopo la Restaurazione tornò in Inghilterra insieme a suo figlio Carlo II per poi trasferirsi nuovamente in Francia vicino a Parigi dove morì nel 1669.
Deriva da lei il nome dello stato federato americano del Maryland.

## Biografia

### Primi anni

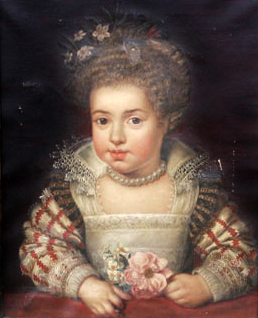
La principessa Enrichetta Maria ritratta all'età di due anni da Frans Pourbus il Giovane.

Enrichetta Maria nacque nel palazzo del Louvre il 25 novembre 1609. Alcuni storici pongono la sua data di nascita un giorno dopo quella ufficiale, vale a dire il 26 novembre; in Inghilterra, dove era ancora in uso il calendario giuliano, la sua data di nascita fu spesso ricordata il 16 novembre.
Era l'ultima dei sei figli del Enrico IV di Francia e di Maria de' Medici. Era perciò sorella di Luigi XIII e zia paterna di Luigi XIV. Non conobbe mai suo padre, che fu assassinato quando Enrichetta aveva solo cinque mesi di età, il 14 maggio 1610; essa quindi venne allevata solo dalla madre, dalla quale fu separata dal 1617 al 1620, quando Maria de' Medici venne temporaneamente allontanata dalla corte francese.
In quanto figlia di un monarca francese, aveva il titolo di Fille de France. Dopo che sua sorella Maria Cristina sposò Vittorio Amedeo I di Savoia, nel 1619, Enrichetta Maria assunse il prestigioso titolo di Madame Royale, riservato alla maggiore delle principesse della corte di Francia. La principessa fu educata insieme alle sue sorelle in un ambiente colto e raffinato, imparando le arti dell'equitazione, del canto, della danza. Tuttavia non fu particolarmente portata per gli studi classici impartitile dalle Carmelitane, le quali però le instillarono una profonda fede nella religione cattolica romana.

### Il regno

#### Matrimonio

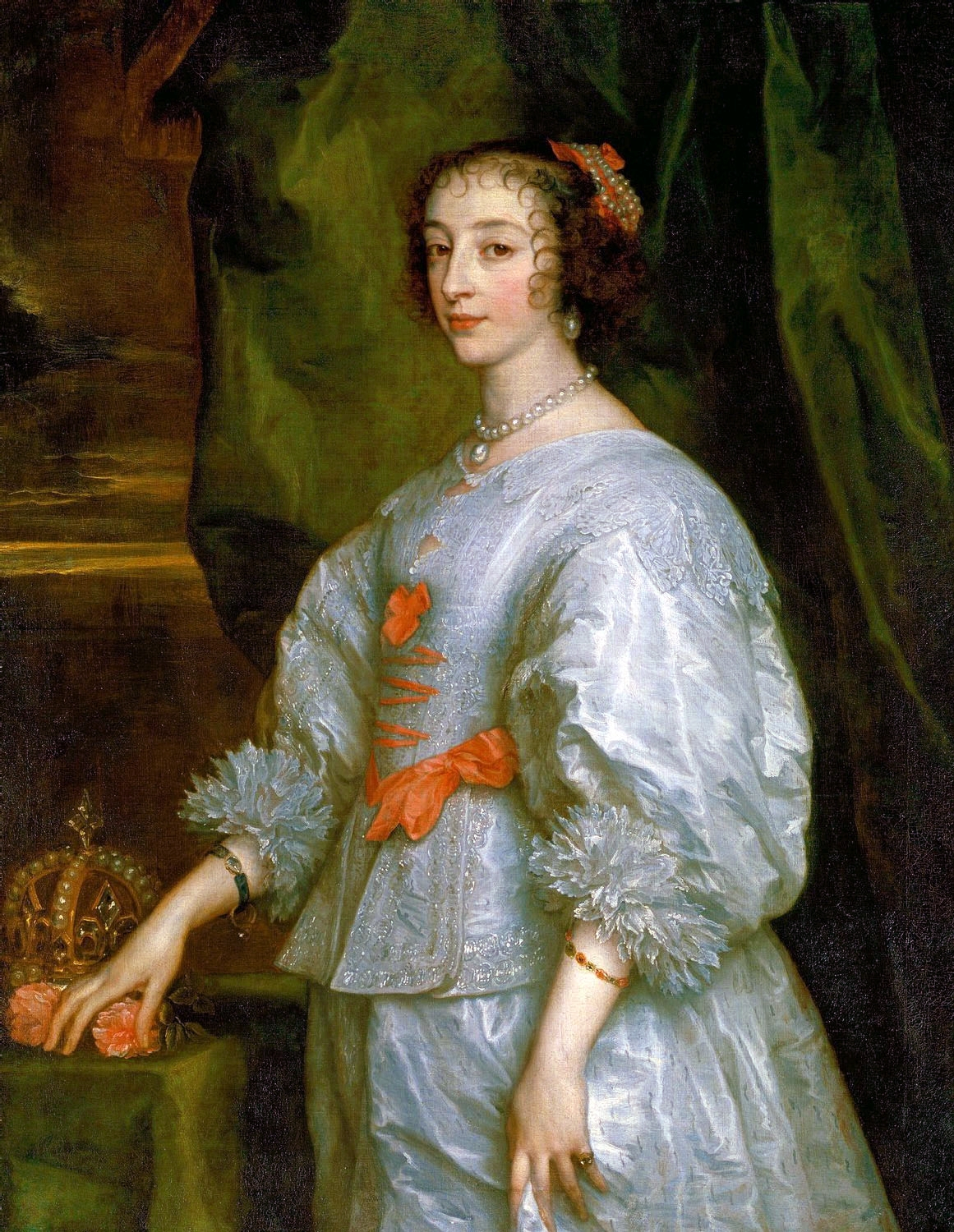
Enrichetta Maria regina d'Inghilterra. Dipinto di Antoon van Dyck (1632). Questo è il primo di molti ritratti che il pittore fiammingo realizzò per la regina.

Nel 1623 il principe del Galles, futuro re d'Inghilterra Carlo I, insieme al duca di Buckingam, si recò in Spagna per chiedere la mano dell'infanta Maria Anna, sorella di Filippo IV. Durante il viaggio la comitiva reale si fermò a Parigi e in quell'occasione Carlo incontrò per la prima volta Enrichetta Maria, durante un ricevimento di corte. In Spagna le cose non andarono come sperato perché Filippo IV pretendeva che il principe del Galles si convertisse al cattolicesimo e vivesse per un anno in Spagna dopo le nozze.
Allora Carlo iniziò a guardare alla Francia e nel 1624 fu inviato l'ambasciatore Kensington per sondare il terreno di un possibile matrimonio; alla fine le nozze furono negoziate l'anno successivo dal conte di Carlisle e dal conte di Holland. Enrichetta Maria era allora una graziosa ragazza di sedici anni dalla pelle diafana e dagli occhi magnetici. Portò con sé in Inghilterra un corredo preziosissimo che comprendeva diamanti, perle, anelli, abiti di raso e di velluto, mantelli ricamati, gonne e cappelli di velluto. Furono spese 10.000 livres per candelabri, libri e paramenti da letto per lei e le sue dame, i suoi sacerdoti e i suoi paggi.
Enrichetta Maria sposò Carlo per procura a Parigi l'11 maggio 1625, poco dopo la sua ascesa al trono. Il matrimonio ufficiale fu celebrato nella chiesa di Sant'Agostino a Canterbury il 13 giugno dello stesso anno. Siccome Enrichetta Maria era di religione cattolica non fu possibile per lei essere incoronata regina alla cerimonia che si tenne il 2 febbraio 1626 nell'abbazia di Westminster e la sua proposta di essere incoronata dal cattolico vescovo di Mende fu rifiutata da Carlo e dalla corte. La regina, dunque, assistette all'unzione del marito solo da spettatrice.

#### Il cattolicesimo e la casa della regina

La regina Enrichetta Maria con il nano Jeffrey Hudson, ritratto di Antoon van Dyck del 1633.

A causa del suo credo religioso la nuova regina era sgradita a una parte dei sudditi inglesi. Carlo la chiamava semplicemente Maria così come il popolo si riferiva a lei con l'appellativo di "Regina Maria", ricordando la famosa e criticata regina cattolica Maria Stuarda. La sua profonda fede la spinse ad ostacolare la forzata educazione protestante dei figli delle antiche famiglie cattoliche e cercò di facilitare la celebrazione di matrimoni cattolici, a quel tempo proibiti dalla legge. Nel luglio 1626 pregò per i cattolici giustiziati a Tyburn, causando una profonda controversia. Inoltre cercò inutilmente di far convertire suo nipote Rupert del Palatinato quando venne in Inghilterra.
La sovrana aveva portato con sé dalla Francia un grande e costoso seguito formato totalmente da cattolici. Il 26 giugno 1626 Carlo rispedì in patria l'ingombrante corte francese, ma alcune persone, tra cui il vescovo di Mende, rifiutarono di abbandonare la loro signora e il re ricorse alle guardie per cacciarli. Quando Carlo trovò la moglie che da una finestra del palazzo guardava con tristezza il suo seguito che partiva, trascinò via con la forza Enrichetta Maria. Del suo seguito francese le rimasero il cappellano e confessore Robert Phillip e due damigelle d'onore.
L'espulsione della casa francese era dovuta anche all'intenzione di cercare di porre un freno alle spese della nuova regina. Infatti, nei primi tempi, Enrichetta Maria spese cifre enormi e accumulò debiti che perdurarono per diversi anni. Carlo nominò dunque un nuovo tesoriere, Jean Caille, poi sostituito da George Carew e infine da Richard Wynn nel 1629. Tuttavia, anche dopo il cambiamento della casa della regina, le spese continuarono su alti livelli: nonostante i regali del marito, Enrichetta Maria prese del denaro in prestito di nascosto nel 1627 e i suoi conti precedenti alla guerra civile rivelano l'acquisto continuo di moltissimi abiti costosi.
In pochi anni intorno alla regina andò formandosi una stabile casa inglese. Il suo favorito e vice-ciambellano era Herny Jermyn e la contessa di Denbigh era la sua confidente e capo del guardaroba. Il suo seguito era composto anche da vari "intrattenimenti": molti nani, tra cui Jeffrey Hudson (ritratto in un famoso dipinto di Van Dyck), cagnolini, scimmiette e uccelli esotici. Nel 1630 Enrichetta Maria stabilì come suo appannaggio vedovile le residenze di Somerset, Greenwich, Oatlands, Nonsuch, Richmond e Holdenby; nel 1639 aggiunse Wimbledon House, regalatole da Carlo.

#### Il rapporto tra Enrichetta Maria e Carlo I

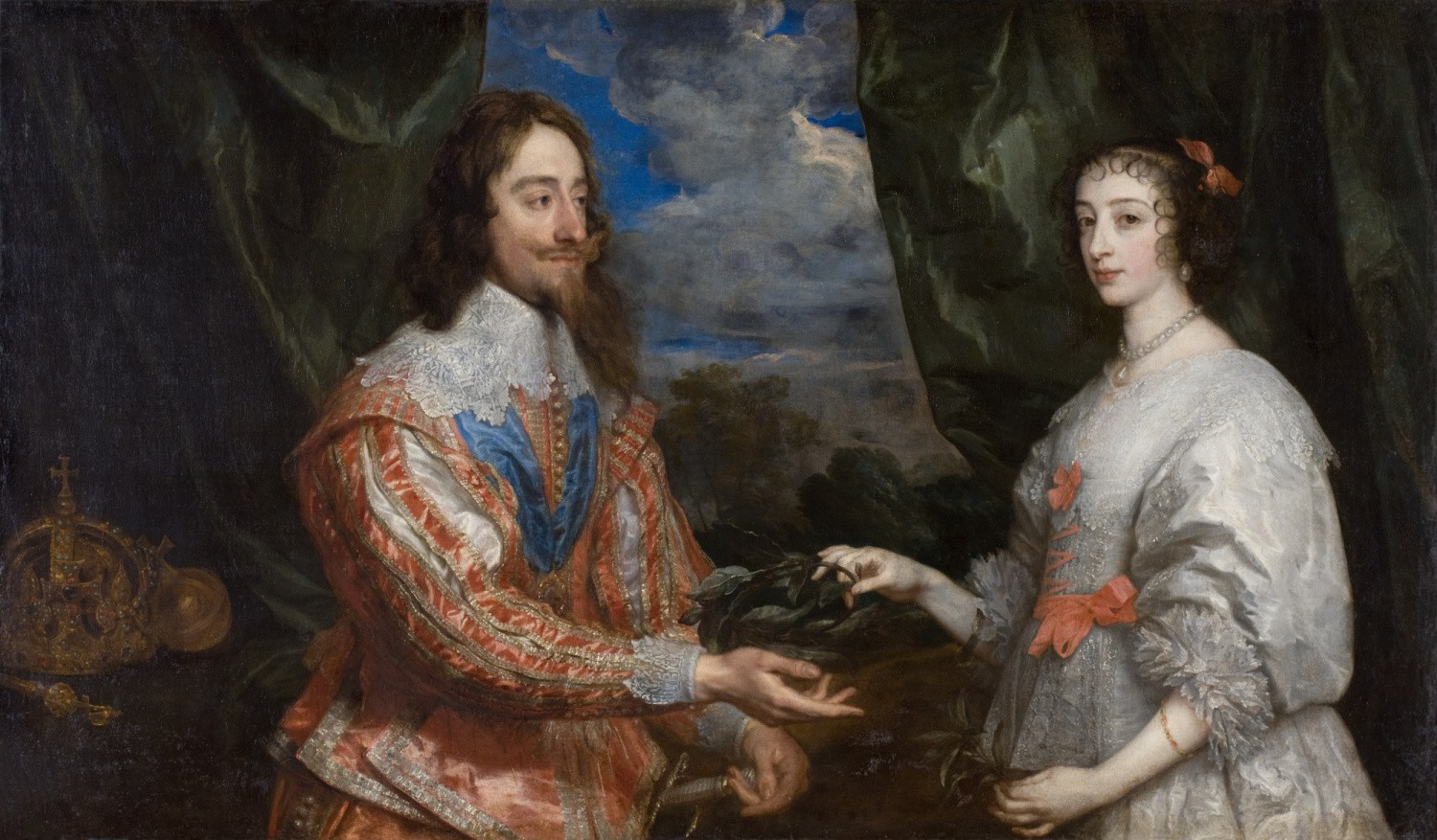
Carlo I e Enrichetta Maria ritratti da Antoon van Dyck nel 1632.

Inizialmente i rapporti tra Carlo e Enrichetta Maria erano abbastanza freddi e la scelta del re di cacciare il seguito francese della moglie non migliorò la situazione. Litigavano spesso e cercavano di stare il più lontano possibile l'uno dall'altra. Enrichetta Maria provò dall'inizio un'avversione per George Villiers, duca di Buckingam, il favorito del re.
Legò invece con Lucy Percy, contessa di Carlisle, moglie di James Hay che aveva contribuito alle negoziazioni del matrimonio della regina. Lucy, che avrebbe ispirato Alexandre Dumas per la figura di Milady, era una donna brillante, bella e dalla forte personalità. All'epoca molti credettero che Buckingham cercasse di controllare la regina attraverso Lucy, amante del duca. Tuttavia, i rapporti tra la regina e la contessa rimasero buoni almeno sino al 1634 (la loro rottura avvicinò maggiormente il re e Enrichetta Maria).
Tuttavia, dopo la morte di Buckingham, avvenuta nell'agosto del 1628, la sua relazione con il marito migliorò e finalmente si legarono in un profondo legame d'affetto e di amore. Smisero di litigare e iniziarono a vivere realmente da marito e moglie in un clima sereno e giocoso. La regina prese il posto di migliore amica e consigliera di Carlo, ruolo prima rivestito da Buckingham. Enrichetta Maria rimase incinta per la prima volta nel 1628 e l'anno successivo diede alla luce un bambino che morì subito dopo un difficoltoso parto. Nel 1630 partorì un altro maschio, il futuro Carlo II, ma anche in questo caso il parto fu molto difficile.
Il suo rifiuto di abiurare la fede cattolica, però, la alienò da molte persone, tra cui alcuni potenti cortigiani come William Laud, arcivescovo di Canterbury, e Thomas Wentworth, I conte di Strafford.

#### Enrichetta Maria e le arti

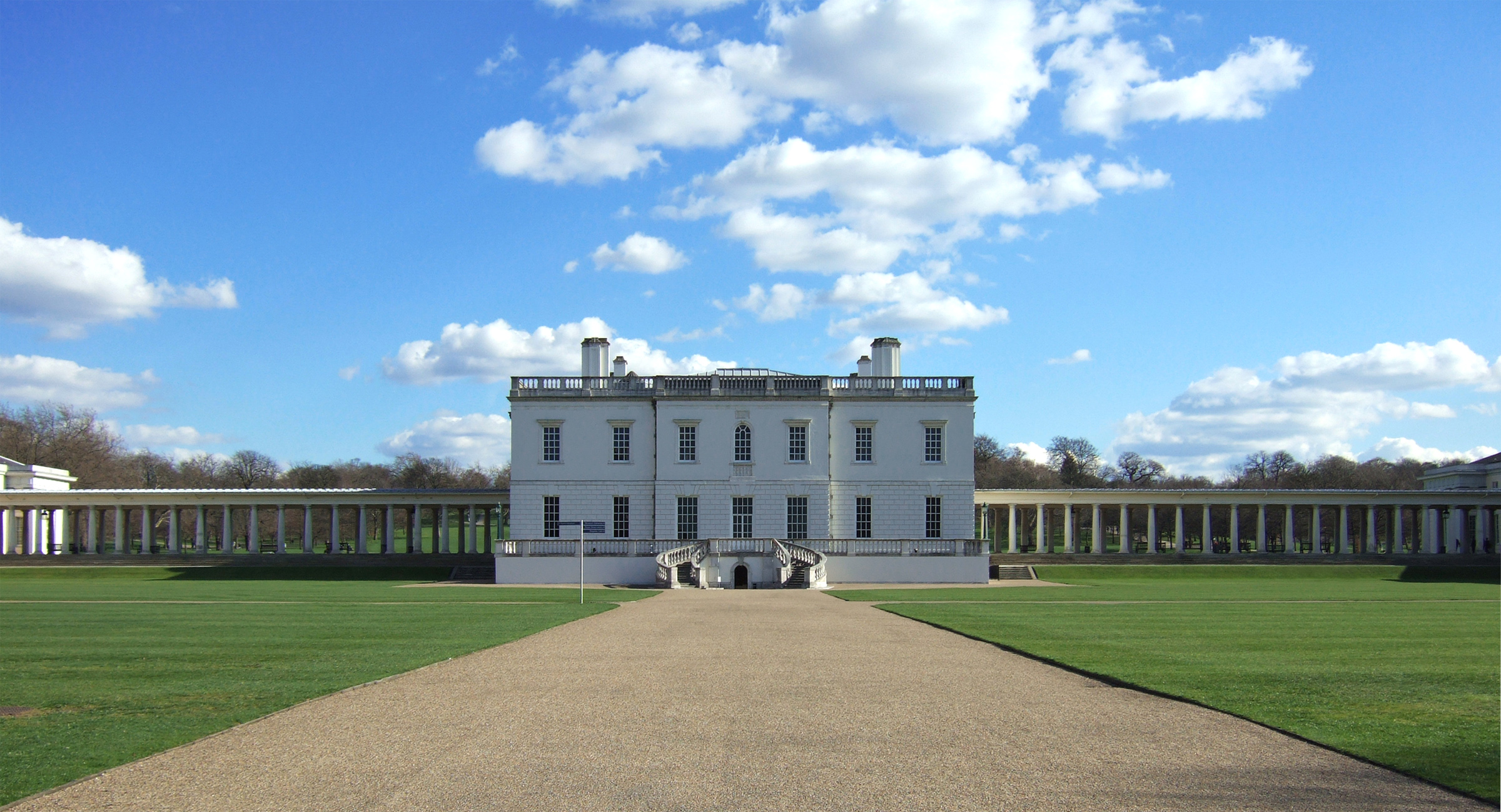
La Queen's House, costruita nel regno precedente, fu completamente ristrutturata da Inigo Jones per volere della regina.

Enrichetta Maria amava molto le arti e il suo mecenatismo fu uno dei modi con cui cercò di inserirsi nella vita di corte. Sia la regina sia il marito erano gran conoscitori e collezionisti di dipinti. Enrichetta Maria fu particolarmente nota per il suo sostegno dato al pittore italiano Orazio Gentileschi, che giunse in Inghilterra nel 1626 insieme all'entourage di François de Bassompierre. Orazio e sua figlia Artemisia furono i maggiori decoratori dei soffitti della Queen's House a Greenwich. Altro pittore favorito di Enrichetta Maria fu Guido Reni e finanziò anche i miniaturisti Jean Petitot e Jacques Bourdier.
Enrichetta Maria divenne anche la principale patrona del teatro, completando il forte interesse del marito per la pittura e le arti visive. Ella stessa partecipò a diverse rappresentazioni, come ad esempio la "Salmacida Spolia" (1640) di William Davenant in cui interpretò il ruolo di un'amazzone. Fu grazie al suo interessamento che il drammaturgo venne nominato poeta laureato nel 1638. Enrichetta Maria supportò anche la musica, in particolar modo il compositore inglese Nicholas Lanier.
La regina amava molto anche la scultura e l'arredamento e nominò Inigo Jones scenografo e architetto dei lavori realizzati sotto il suo patronato. Enrichetta Maria era anche interessata al giardinaggio e commissionò al giardiniere francese André Mollet un giardino barocco a Wimbledon House. Tra le varie cose, la regina fece realizzare una criticatissima cappella privata, la quale era semplice all'esterno, ma estremamente sfarzosa all'interno, con bellissimi reliquari d'oro e d'argento, statue, un piccolo giardino, un altare decorato da Rubens e un articolato ostensorio realizzato da François Dieussart.

### Influenza politica e la Rivoluzione inglese

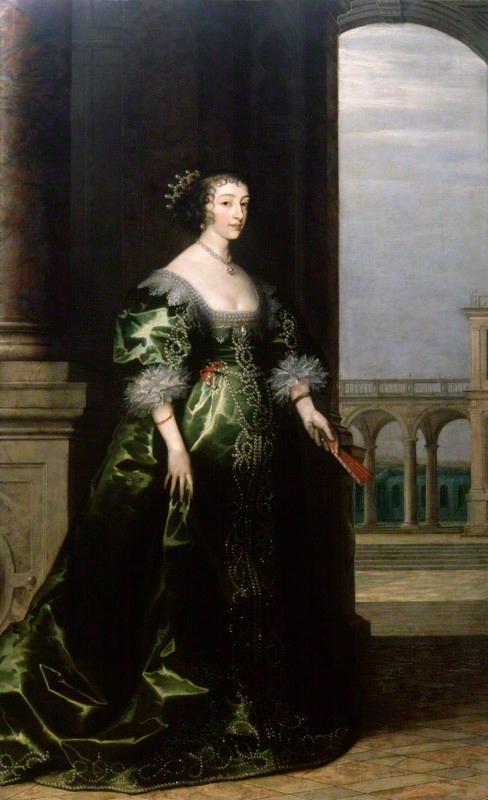
La regina Enrichetta Maria in un ritratto del 1635.

Enrichetta Maria prese sempre più parte agli affari politici del paese quando entrò in conflitto aperto durante gli anni trenta del Seicento. Disdegnò i cortigiani di fede puritana per distoglierli dall'approccio diplomatico con la Spagna e cercò di dare scacco matto ai parlamentari, anticipandoli. Quando la guerra era alle porte si prodigò nella ricerca di fondi e sostegni finanziari per il suo sposo, la sua concentrazione su fonti cattoliche come Papa Urbano VIII e la Francia, fece adirare molti in Inghilterra e vanificò gli sforzi di Carlo. Era inoltre gradita ai suoi sudditi cattolici e diede un requiem, nella sua cappella privata a Somerset House, per il gesuita Richard Blount, quando morì nel 1638.
Quando vennero scoperte le lettere di Enrichetta Maria, che facevano intendere una possibile alleanza con i Paesi cattolici del continente, si decise di accusare ed arrestare la cattolica regina. Carlo non poteva tollerarlo: il 4 gennaio 1642, con al seguito un gruppo di soldati fece irruzione nel Parlamento per arrestarne cinque membri particolarmente coinvolti. Quando fu all'interno e chiese all'oratore di indicargli i cinque traditori, questo rispose: «Non ho occhi per vedere né lingua per parlare, tranne quelli che questa Camera mi concederà». Questa fu l'ultima goccia. Il sovrano fu costretto a lasciare definitivamente la capitale e a recarsi nelle regioni del nord per radunare un esercito; contemporaneamente, la regina partì per Parigi.
Nell'agosto del 1642, quando scoppiò la rivoluzione, era ancora in Europa. Continuò a raccogliere fondi per la causa realista e non tornò in Inghilterra fino al 1643. Sbarcò a Bridlingtone nello Yorkshire con truppe e armate e si unì alle forze realiste nel Nord dell'Inghilterra, ponendo il suo quartier generale a York. Rimase con l'esercito al Nord per alcuni mesi, prima di ricongiungersi al re ad Oxford. Il crollo della posizione del re, dovuto al tradimento degli scozzesi che si erano alleati con il Parlamento, e il di lui rifiuto di accettare rigorose condizioni per un accordo, portarono Enrichetta Maria a fuggire in Francia, alla corte della cognata Anna d'Austria, insieme ai figli nel luglio del 1644. Carlo, rimasto in Inghilterra, abrogò ogni decisione del Parlamento e si alleò nuovamente con gli scozzesi, promettendo in cambio di imporre come religione ufficiale in Inghilterra il presbiterianesimo per tre anni di prova. Nell'agosto del 1648 gli scozzesi e le truppe parlamentari si scontrarono nella battaglia di Preston: fu una disfatta totale per il re. Carlo fu in seguito processato dal Parlamento e, come la nonna paterna Maria Stuarda, fu condannato alla decapitazione; l'esecuzione avvenne il 30 gennaio 1649.

### La Restaurazione e la vedovanza

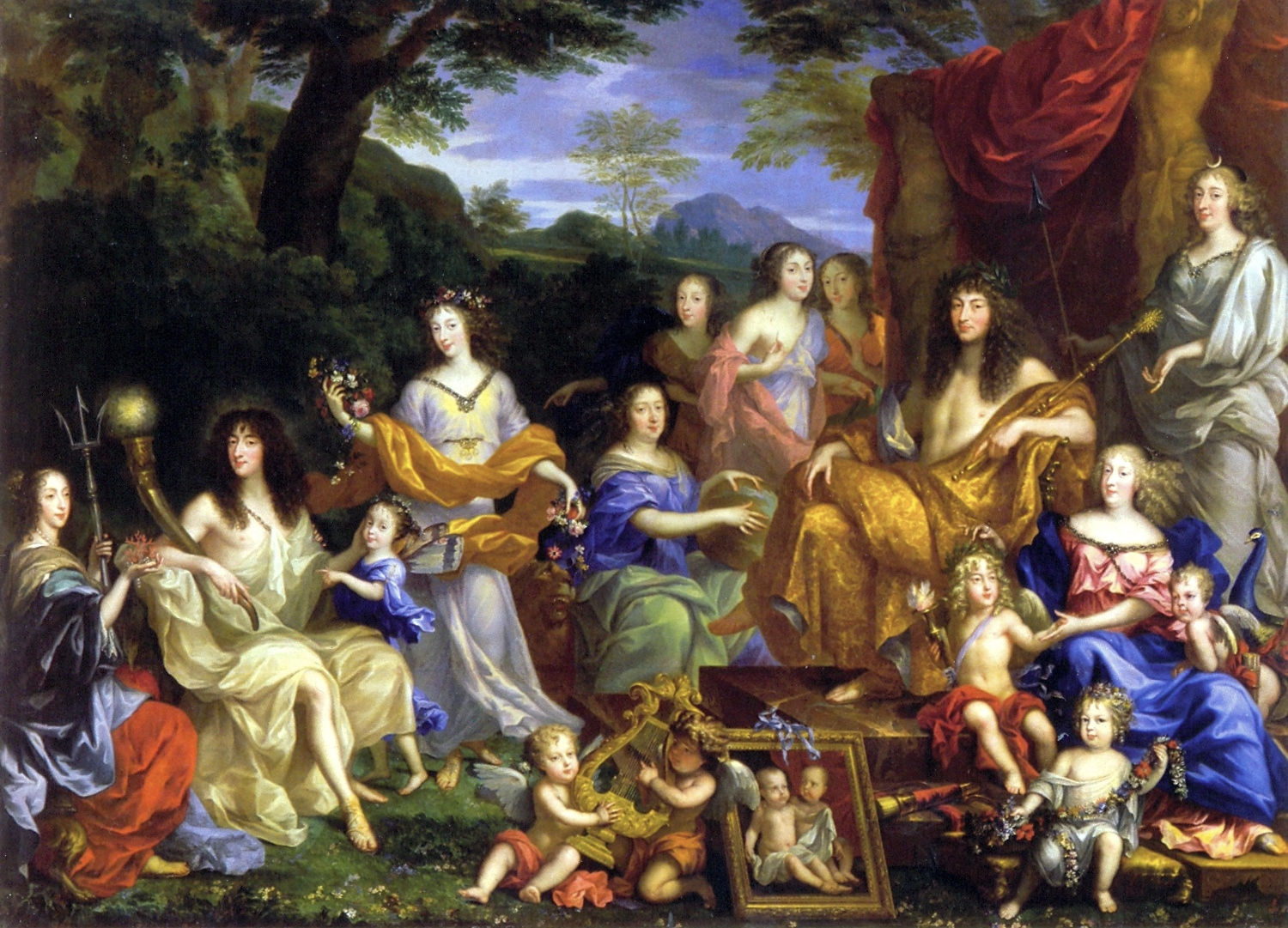
La famiglia reale francese: Enrichetta Maria è la prima a sinistra con il tridente in mano.

Enrichetta Maria si stabilì a Parigi, nominando suo cancelliere l'eccentrico Sir Kenelm Digby. Fece adirare i realisti in esilio e il suo figlio maggiore, poiché tentò di convertire al cattolicesimo il minore dei suoi figli maschi, Enrico. Tornò in Inghilterra dopo la Restaurazione nell'ottobre del 1660 insieme alla figlia Minette. Il ritorno della regina vedova fu in parte dovuto alla questione delle nozze di suo figlio Giacomo: questi, infatti, aveva messo incinta Anna Hyde, figlia del duca di Clarendon, e aveva palesato l'intenzione di sposarla. Enrichetta Maria, che non amava il duca, si oppose, ma inutilmente poiché Giacomo aveva l'appoggio del re suo fratello. La regina non ebbe nuovamente un ruolo pubblico e restò in disparte; Samuel Pepys disse che in suo onore furono dati solo tre giochi pirotecnici e che la sovrana era all'epoca «una normale piccola donna anziana e non vi era niente di più in sua presenza, in alcun modo né garbo, che dinanzi a una donna ordinaria». Enrichetta Maria visse dunque come regina vedova e regina madre a Somerset House a Londra e i suoi problemi finanziari vennero risolti grazie a una generosa pensione.
Nel 1661 tornò a Parigi per organizzare le nozze di Minette con Filippo, duca d'Orléans, il fratello minore di Luigi XIV. Dopo il matrimonio tornò in Inghilterra insieme al figlio Carlo II e al nipote Rupert del Palatinato. Era sua intenzione rimanere in Inghilterra fino alla fine dei suoi giorni, ma nel 1665 accusò una forte bronchite a causa dell'umido clima inglese. Enrichetta Maria dunque tornò a Parigi dove alloggiò all'Hôtel de la Bazinière. Nell'agosto del 1669 assistette alla nascita della sua nipotina Anna Maria d'Orléans. Poco tempo dopo, il 10 settembre 1669, Enrichetta Maria morì al castello di Colombes e fu sepolta nell'abbazia di Saint-Denis, il santuario di tutti i re di Francia (tranne il suo cuore che fu posto in un'urna d'argento nel convento di Chatillot, da lei fondato). Attualmente riposa nell'ossario comune dell'abbazia, realizzato durante la Restaurazione, dove si trovano i resti di altri sovrani di Francia, le cui tombe furono profanate durante la Rivoluzione francese.

## Ascendenza
|                             |                     |                                | Genitori                         |  |  | Nonni |  |  | Bisnonni                    |  |  | Trisnonni                    |  |
|                             |                     |                                |                                  |  |  |       |  |  | Carlo IV di Borbone-Vendôme |  |  | Francesco di Borbone-Vendôme |  |
|                             |                     |                                |                                  |  |  |       |  |  | Carlo IV di Borbone-Vendôme |  |  | Francesco di Borbone-Vendôme |  |
|                             |                     | Maria di Lussemburgo-Saint-Pol |                                  |  |  |       |  |  | Carlo IV di Borbone-Vendôme |  |  |                              |  |
| Antonio di Borbone-Vendôme  |                     |                                |                                  |  |  |       |  |  | Carlo IV di Borbone-Vendôme |  |  |                              |  |
|                             |                     | Francesca d'Alençon            | Renato di Valois                 |  |  |       |  |  |                             |  |  |                              |  |
|                             |                     | Francesca d'Alençon            | Renato di Valois                 |  |  |       |  |  |                             |  |  |                              |  |
|                             |                     | Francesca d'Alençon            | Margherita di Lorena             |  |  |       |  |  |                             |  |  |                              |  |
| Enrico IV di Francia        |                     | Francesca d'Alençon            |                                  |  |  |       |  |  |                             |  |  |                              |  |
|                             |                     | Enrico II di Navarra           | Giovanni III di Navarra          |  |  |       |  |  |                             |  |  |                              |  |
|                             |                     | Enrico II di Navarra           | Giovanni III di Navarra          |  |  |       |  |  |                             |  |  |                              |  |
|                             |                     | Enrico II di Navarra           | Caterina di Navarra              |  |  |       |  |  |                             |  |  |                              |  |
| Giovanna III di Navarra     |                     | Enrico II di Navarra           |                                  |  |  |       |  |  |                             |  |  |                              |  |
|                             |                     | Margherita d'Angoulême         | Carlo di Valois-Angoulême        |  |  |       |  |  |                             |  |  |                              |  |
|                             |                     | Margherita d'Angoulême         | Carlo di Valois-Angoulême        |  |  |       |  |  |                             |  |  |                              |  |
|                             |                     | Margherita d'Angoulême         | Luisa di Savoia                  |  |  |       |  |  |                             |  |  |                              |  |
| Enrichetta Maria di Francia |                     | Margherita d'Angoulême         |                                  |  |  |       |  |  |                             |  |  |                              |  |
|                             | Cosimo I de' Medici | Giovanni dalle Bande Nere      |                                  |  |  |       |  |  |                             |  |  |                              |  |
|                             | Cosimo I de' Medici | Giovanni dalle Bande Nere      |                                  |  |  |       |  |  |                             |  |  |                              |  |
|                             | Cosimo I de' Medici | Maria Salviati                 |                                  |  |  |       |  |  |                             |  |  |                              |  |
| Francesco I de' Medici      | Cosimo I de' Medici |                                |                                  |  |  |       |  |  |                             |  |  |                              |  |
|                             |                     | Eleonora di Toledo             | Pedro Álvarez de Toledo y Zúñiga |  |  |       |  |  |                             |  |  |                              |  |
|                             |                     | Eleonora di Toledo             | Pedro Álvarez de Toledo y Zúñiga |  |  |       |  |  |                             |  |  |                              |  |
|                             |                     | Eleonora di Toledo             | María Osorio y Pimentel          |  |  |       |  |  |                             |  |  |                              |  |
| Maria de' Medici            |                     | Eleonora di Toledo             |                                  |  |  |       |  |  |                             |  |  |                              |  |
|                             |                     | Ferdinando I d'Asburgo         | Filippo I di Castiglia           |  |  |       |  |  |                             |  |  |                              |  |
|                             |                     | Ferdinando I d'Asburgo         | Filippo I di Castiglia           |  |  |       |  |  |                             |  |  |                              |  |
|                             |                     | Ferdinando I d'Asburgo         | Giovanna di Castiglia            |  |  |       |  |  |                             |  |  |                              |  |
| Giovanna d'Austria          |                     | Ferdinando I d'Asburgo         |                                  |  |  |       |  |  |                             |  |  |                              |  |
|                             |                     | Anna Jagellone                 | Ladislao II di Boemia            |  |  |       |  |  |                             |  |  |                              |  |
|                             |                     | Anna Jagellone                 | Ladislao II di Boemia            |  |  |       |  |  |                             |  |  |                              |  |
|                             |                     | Anna Jagellone                 | Anna di Foix-Candale             |  |  |       |  |  |                             |  |  |                              |  |
|                             |                     | Anna Jagellone                 |                                  |  |  |       |  |  |                             |  |  |                              |  |

## Discendenza

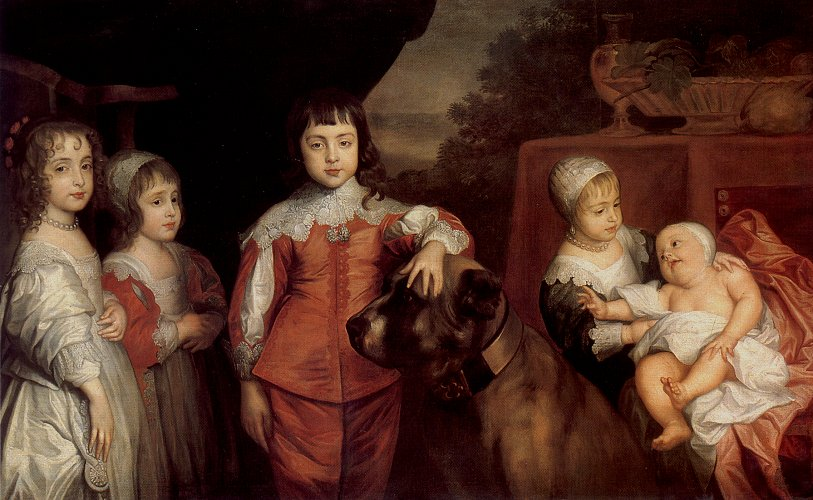
I figli di Carlo e Enrichetta Maria: da destra Maria Enrichetta, Giacomo, Carlo, Elisabetta, Anna. Dipinto di Antoon van Dyck, (1637).

- Carlo Giacomo, duca di Cornovaglia (13 marzo 1629 - 13 marzo 1629), morto alla nascita.
- Carlo II (29 maggio 1630 - 6 febbraio 1685), sposò nel 1663 Caterina di Braganza ma non ebbero figli. Ebbe molte amanti e numerosi figli illegittimi tra cui il più celebre fu James Crofts-Scott.
- Maria Enrichetta (4 novembre 1631 - 24 dicembre 1660), sposò nel 1648 Guglielmo II, principe di Orange; con discendenza.
- Giacomo II (14 ottobre 1633 - 16 settembre 1701), sposò nel 1659 Anna Hyde da cui ebbe otto figli, dei quali due raggiunsero la maggior età, Maria II d'Inghilterra e Anna di Gran Bretagna (future regine d'Inghilterra). Dopo la morte della moglie, Giacomo si risposò nel 1673 con la cattolica Maria Beatrice d'Este dalla quale ebbe sette figli, dei quali due raggiunsero la maggior età, Giacomo e Luisa.
- Elisabetta Stuart (29 dicembre 1635 - 8 settembre 1650), morta fanciulla.
- Anna Stuart (17 marzo 1637 - 8 dicembre 1640), morta bambina.
- Caterina Stuart (29 gennaio 1639 - 29 gennaio 1639), morta alla nascita.
- Enrico, duca di Gloucester (8 luglio 1640 - 18 settembre 1660), morto ventenne; senza discendenza.
- Enrichetta Anna Stuart (16 giugno 1644 - 30 giugno 1670), sposò nel 1661 Filippo I d'Orléans; con discendenza.

## Galleria d'immagini

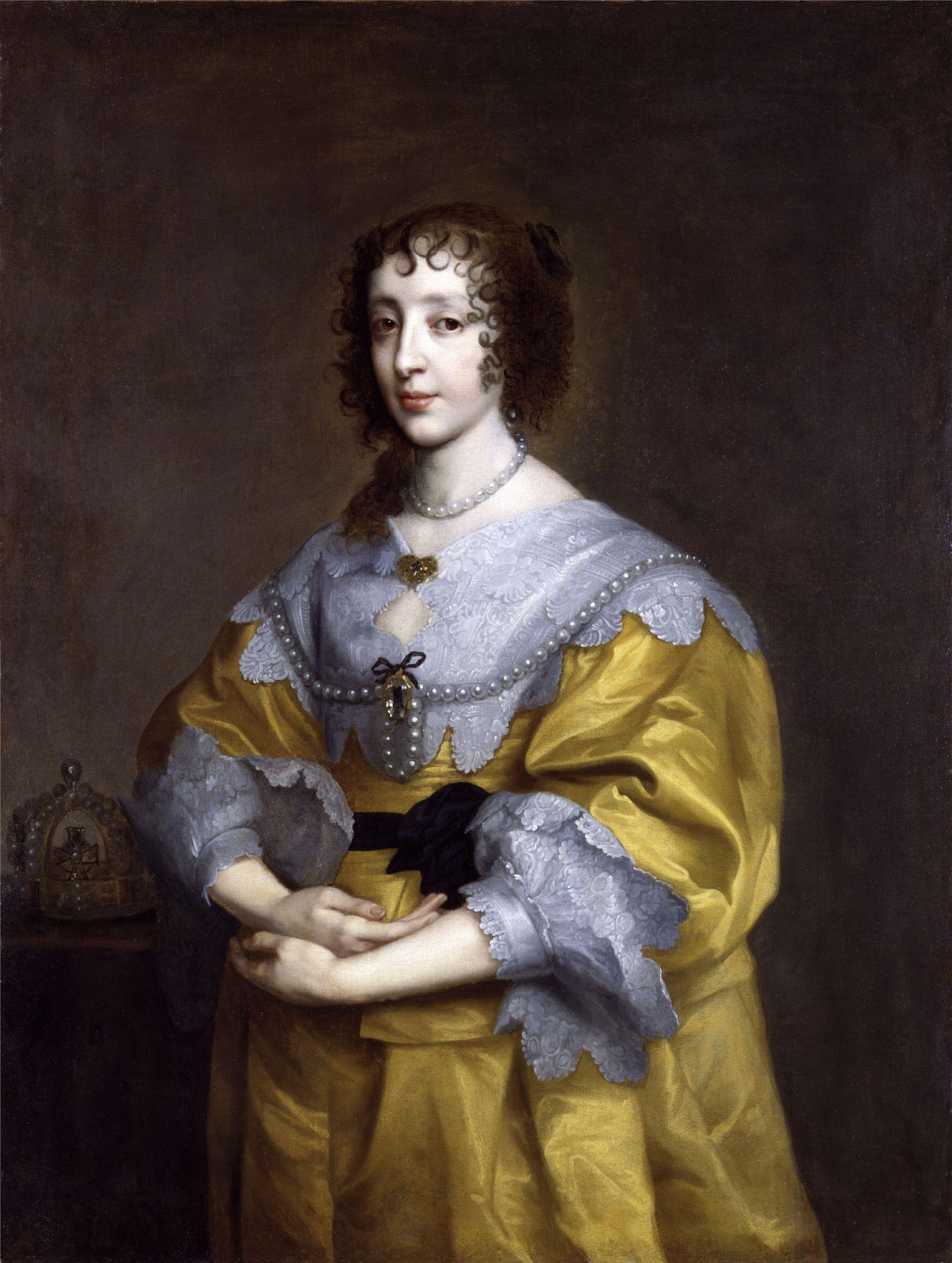
Enrichetta Maria ritratta da Antoon van Dyck (1632-1635)
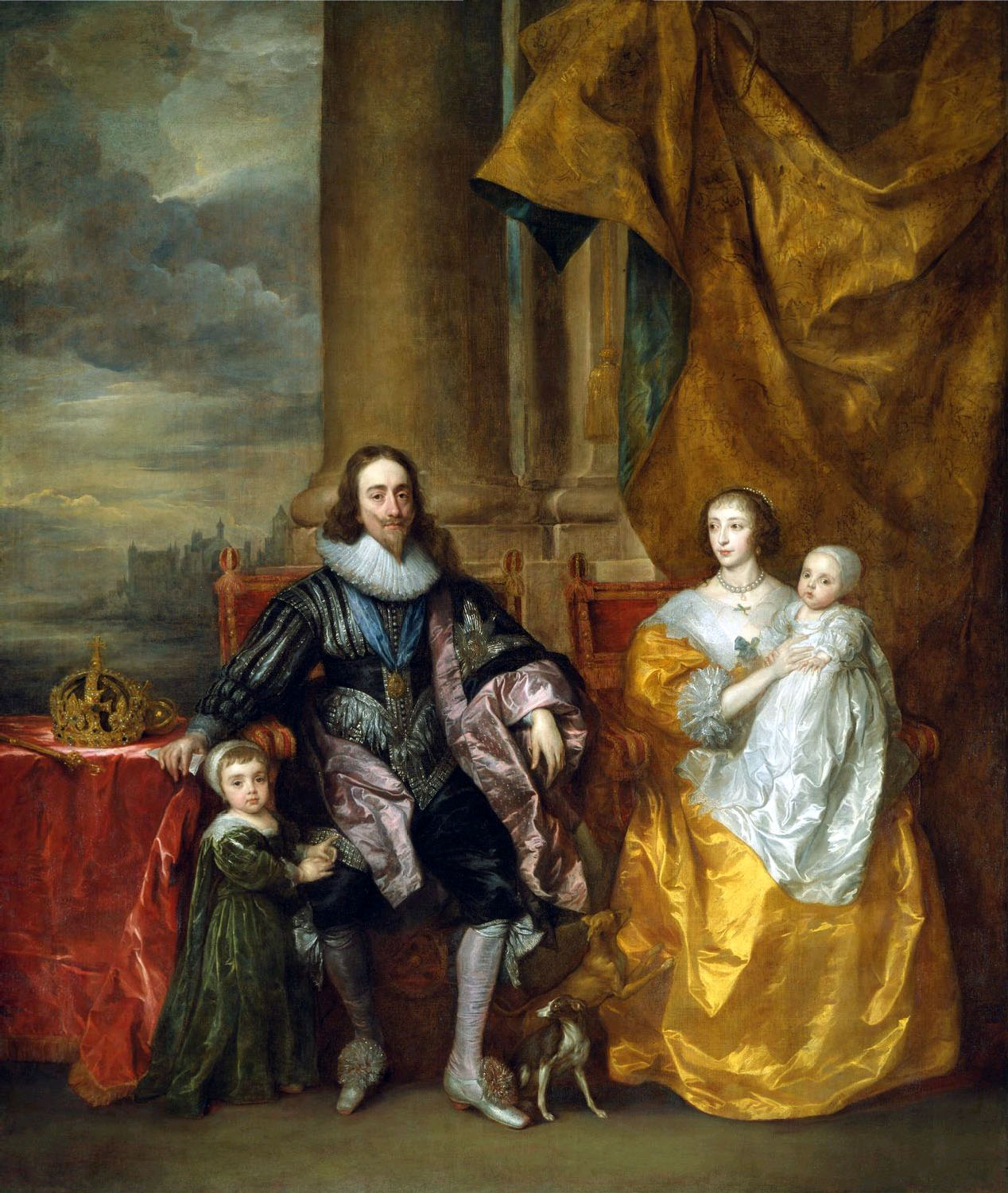
Carlo I ed Enrichetta Maria con i due figli maggiori (1633)
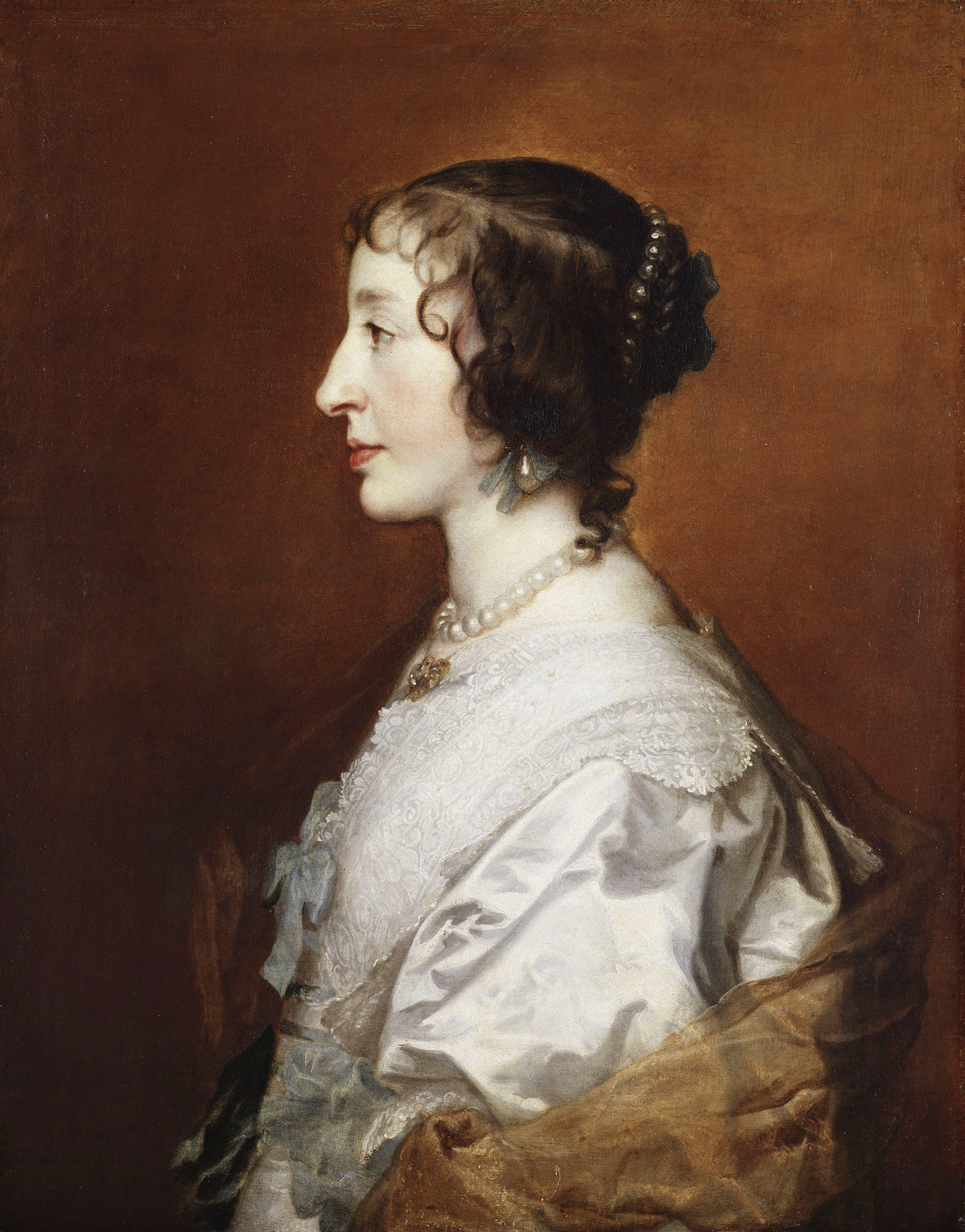
Enrichetta Maria ritratta di profilo da Antoon van Dyck (1638)
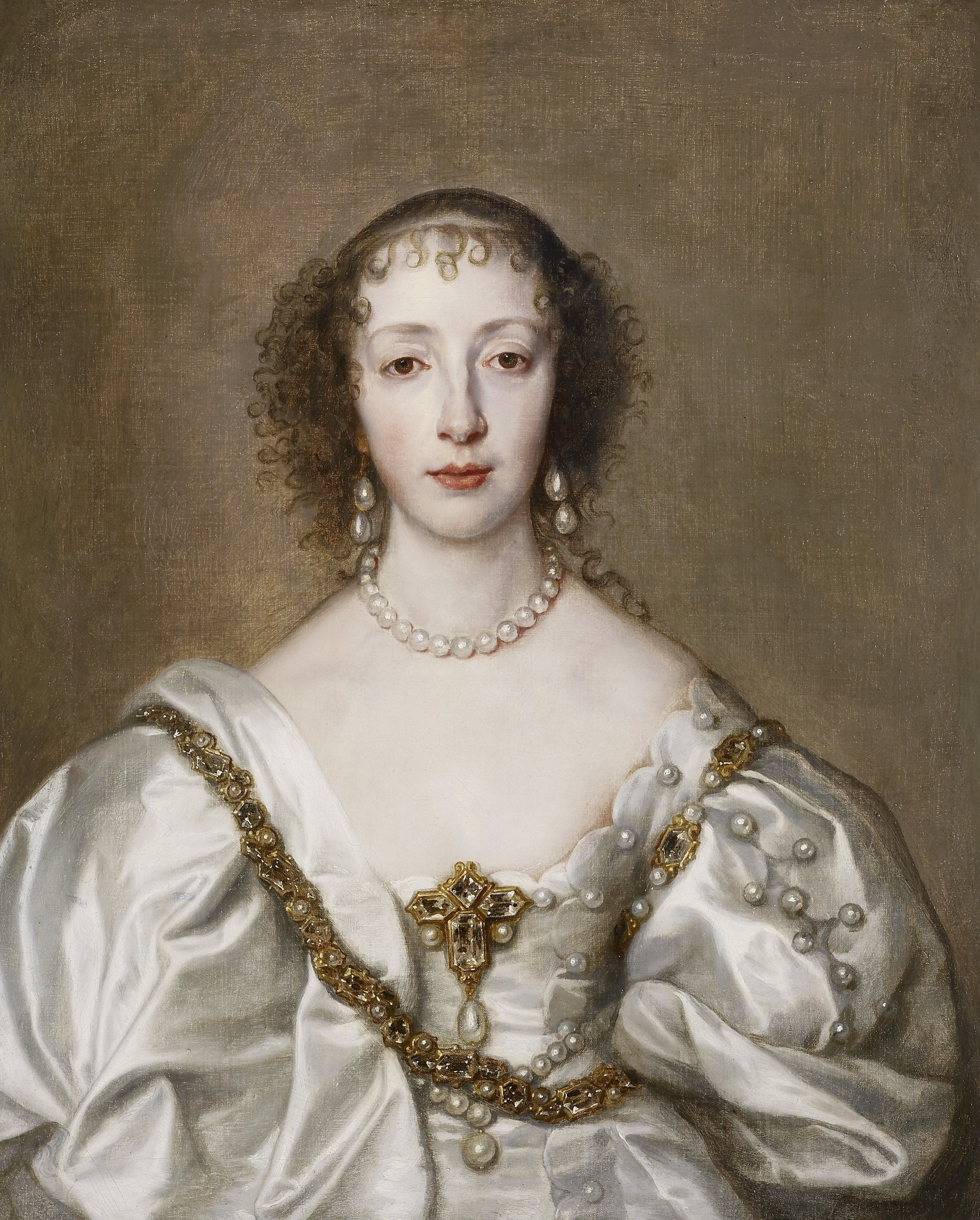
Enrichetta Maria ritratta da Antoon van Dyck (1638)